# Myslejovice
Obec Myslejovice leží v okrese Prostějov, 10 km jihozápadně od Prostějova. Její součástí jsou i vesnice Křenůvky a Kobylničky. Žije zde 659 obyvatel. V obci se nachází také Základní škola dvoutřídní kde jsou třídy od 1.-3. třídy a 4.-5. třídy a mateřská škola.

## Název
Jméno vesnice má základ v osobním jméně Myslej, což byla domácká podoba některého jména obsahujícího -mysl- (např. Myslibor, Dalemysl). Původní podoba jména Myslejovici byla označením obyvatel vsi a znamenala "Myslejovi lidé".

## Historie
Většina odborné literatury se přiklání k tomu, že první písemná zmínka o obci Myslejovice pochází z roku 1267 (Kobylničky roku 1377, Křenůvky roku 1386) tehdy se jmenovala Myzlagwiz, v 17. a 18. století Mysliovice a od roku 1925 Myslejovice. Autor návrh znaku a vlajky zdůvodnil následovně: lokalita byla osídlena v dávné minulosti a na třech blízkých vrších: Kozákově, Zámčisku a Spáleném vrchu, kde jsou zbytky hradiště z doby starého slovanského osídlení. V okolí se tak našly stopy po osídlení ze tří období – doby kamenné, bronzové a z kultury galské. Do třetice se obec skládá ze tří částí: Myslejovic, Kobylniček a Křenůvek. Trojvrší ve znaku připomíná písmeno M, což je první písmeno názvu obce.
V nejstarším období se vlastníci obce často měnili. Od konce 14. století až do roku 1848 příslušely všechny tři části pod plumlovské panství, což připomíná zubří hlava a červená a zlatá barva ze znaku Plumlova. Smrky vycházejí z pečeti a především ze starého razítka obce Myslejovice, kde myslivec kráčí lesní krajinou. Podkovy: jedna je za část Kobylničky, která měla v pečeti koně (kobylu), druhá je Křenůvkami, kde chovali koně v dobách nedávno minulých a chovají je dodnes. Lilie symbolizuje kostel zasvěcený Zvěstování Panny Marie. První školní výuka začala s příchodem faráře po postavení kostela, současná školní budova byla vystavěna roku 1889.
Součástí katastrálního území Myslejovice byly dříve i pozemky moderního katastrálního území Ostatky u Křenůvek, jakož i části lesů zasahující do moderních k. ú. Pulkava, Stříbrná u Březiny, Osina a Chaloupky u Otaslavic. Se vznikem vojenského újezdu Březiny Myslejovice značnou část svého katastru ztratily, ale k 1. lednu 2016 se k obci, resp. k její části Křenůvky navrátilo území k. ú. Ostatky u Křenůvek.

## Obyvatelstvo

### Struktura
Vývoj počtu obyvatel za celou obec i za jeho jednotlivé části uvádí tabulka níže, ve které se zobrazuje i příslušnost jednotlivých částí k obci či následné odtržení.
| Místní části   | Místní části     | 1869 | 1880 | 1890 | 1900 | 1910 | 1921 | 1930 | 1950 | 1961 | 1970 | 1980 | 1991 | 2001 | 2011 |
| -------------- | ---------------- | ---- | ---- | ---- | ---- | ---- | ---- | ---- | ---- | ---- | ---- | ---- | ---- | ---- | ---- |
| Počet obyvatel | část Myslejovice | 843  | 899  | 919  | 976  | 993  | 1008 | 1062 | 1010 | 946  | 878  | 767  | 656  | 632  | 663  |
| Počet domů     | část Myslejovice | 134  | 160  | 169  | 176  | 181  | 188  | 215  | 289  | 246  | 249  | 221  | 265  | 275  | 288  |

## Znak
Ve zlato-červeném třemi oblouky děleném štítě na hoře černá zubří hlava se zlatou houžví a červeným jazykem, provázena dvěma uťatými smrky přirozené barvy, dole lilie provázená nahoře dvěma odvrácenými podkovami, vše zlaté.

## Pamětihodnosti
- Kostel Zvěstování Panny Marie z roku 1788, vysvěcený 3. května 1789[6]

Západně od obce se v lesích nachází chata Wintrovka, kterou vlastnil Karel Winter, bratr významného prostějovského podnikatele a majitele tamější sladovny Bruna Wintera. Ten tu později spáchal sebevraždu, což připomíná pomníček nedaleko chaty.

## Přírodní poměry
Západní částí obce protéká potok Brodečka, jenž se tu stéká s Pytláckým potokem.
Na západ od obce se rozprostírají lesy vojenského újezdu Březina.

## Fotogalerie

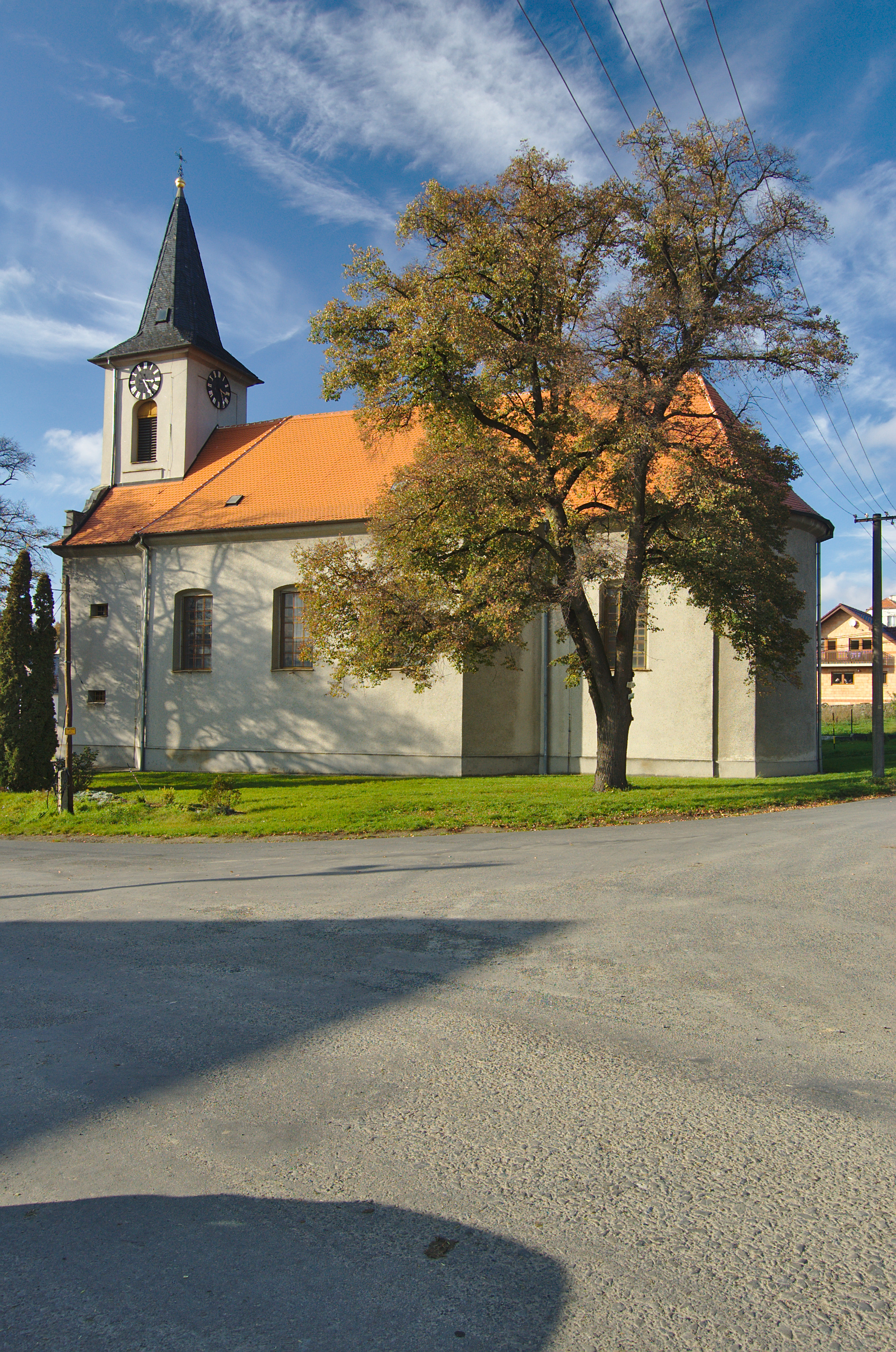
Kostel Zvěstování Panny Marie
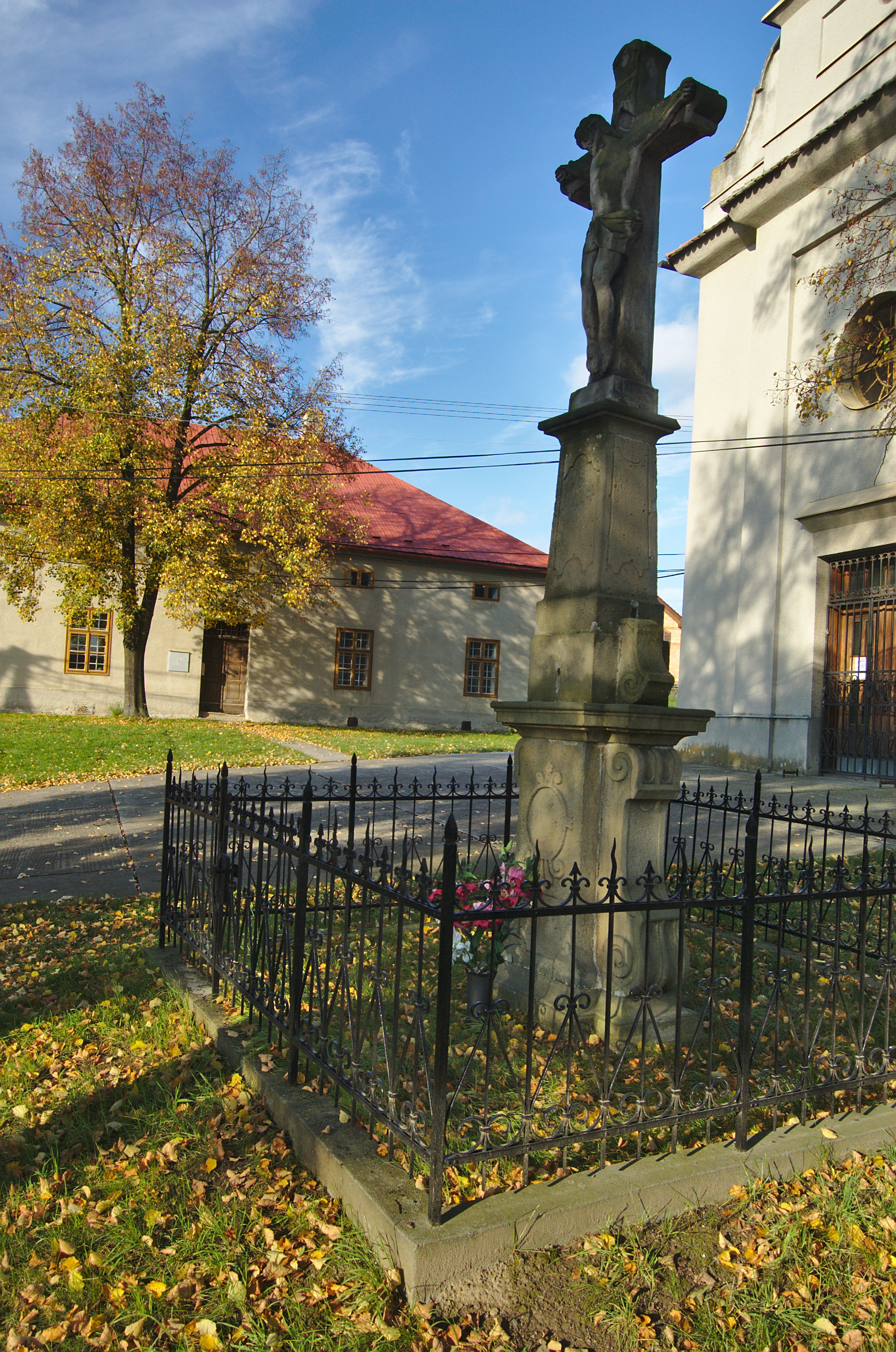
Kříž před kostelem
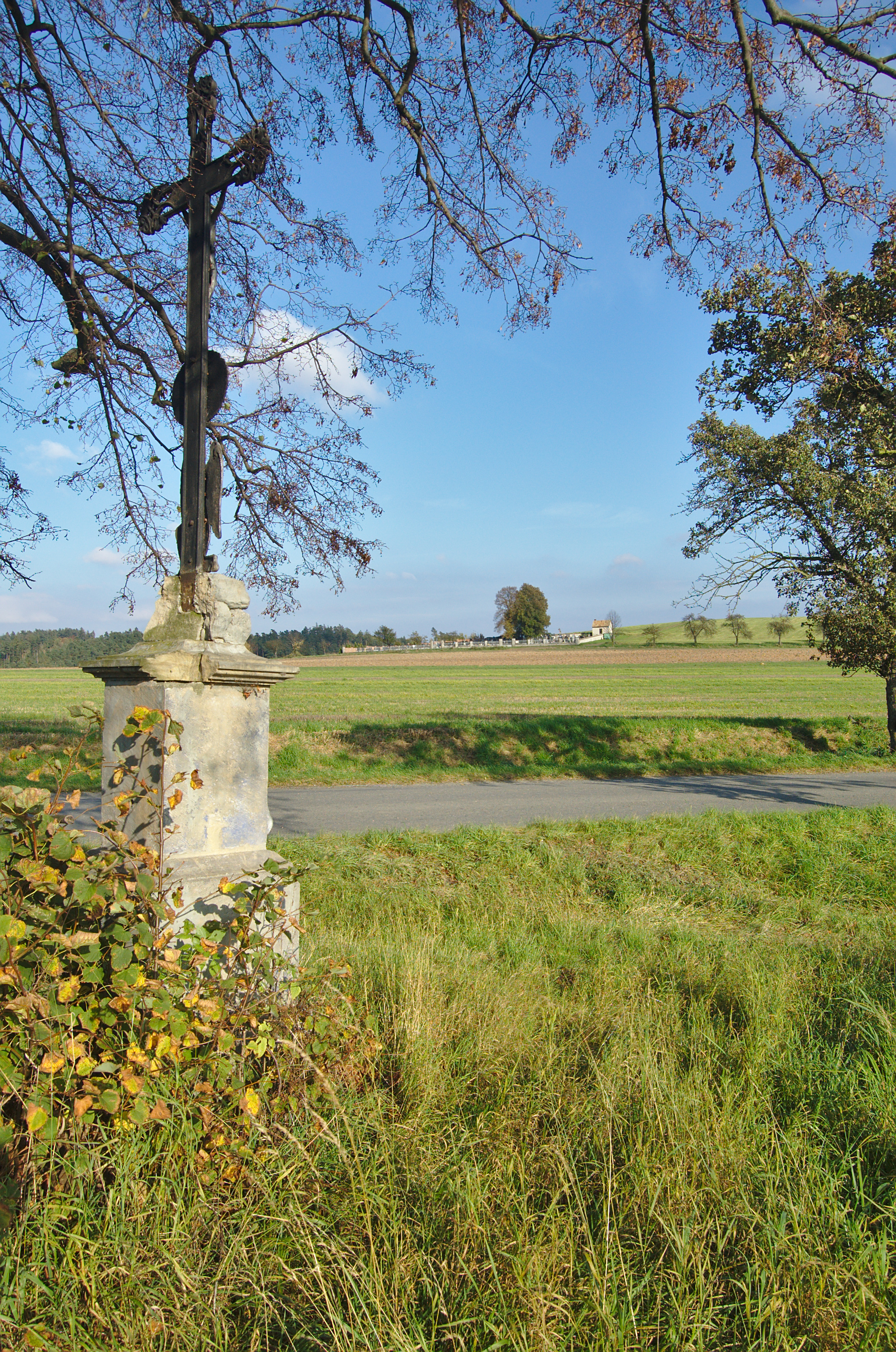
Kříž u silnice na Křenůvky
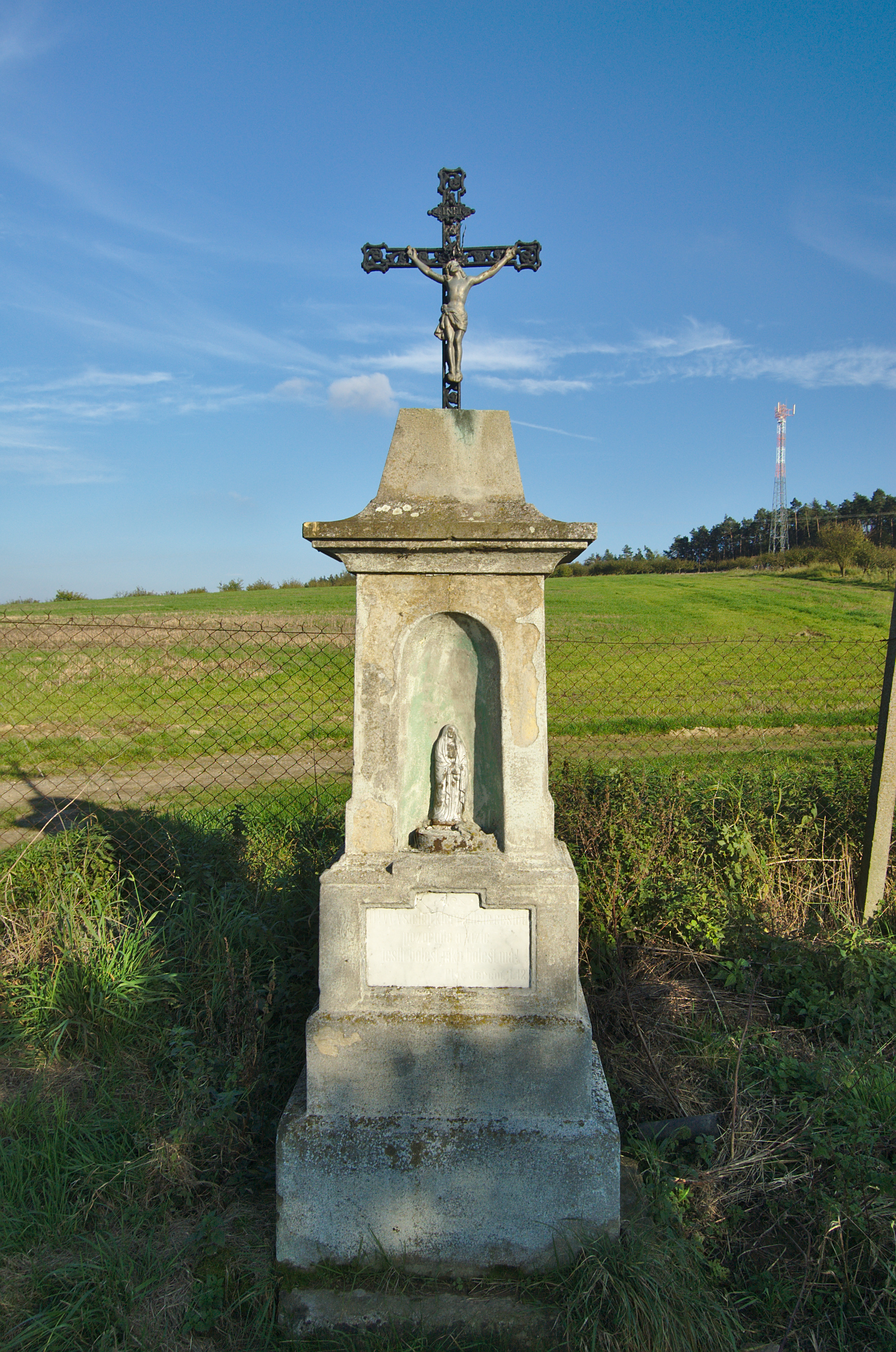
Kříž u silnice mezi obcemi Myslejovice a Kobylničky
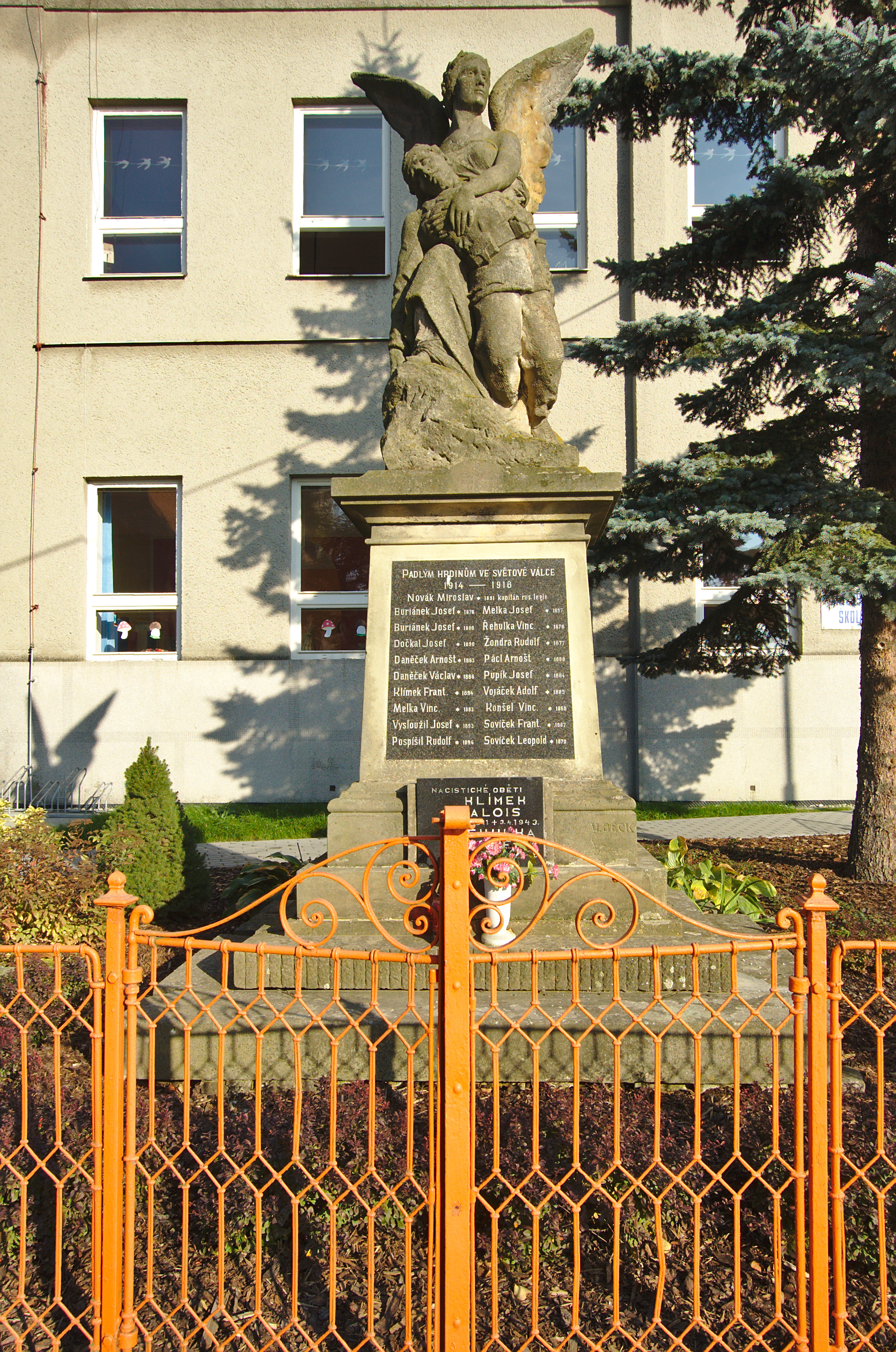
Památník obětem světových válek
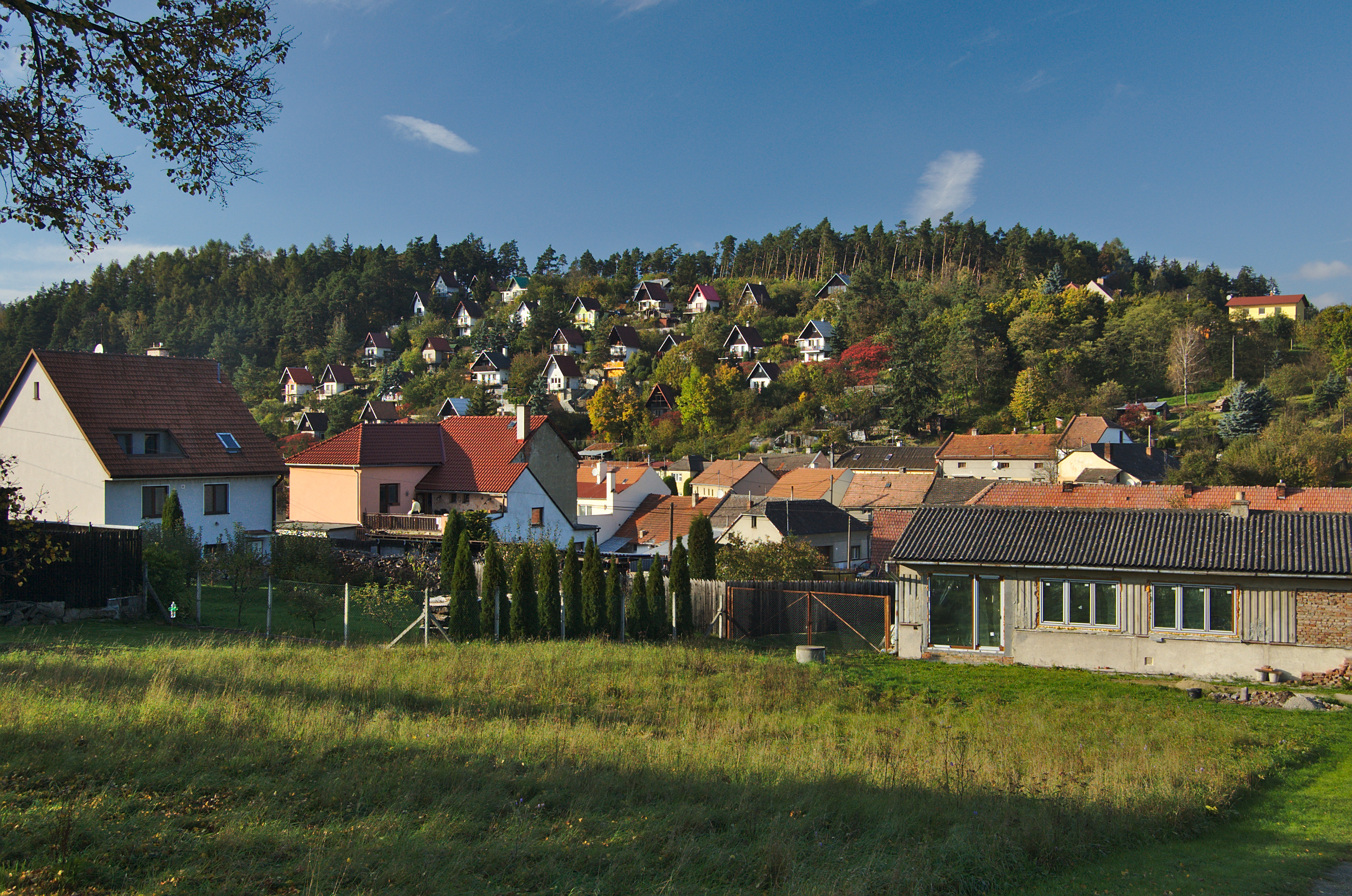
Chatová oblast
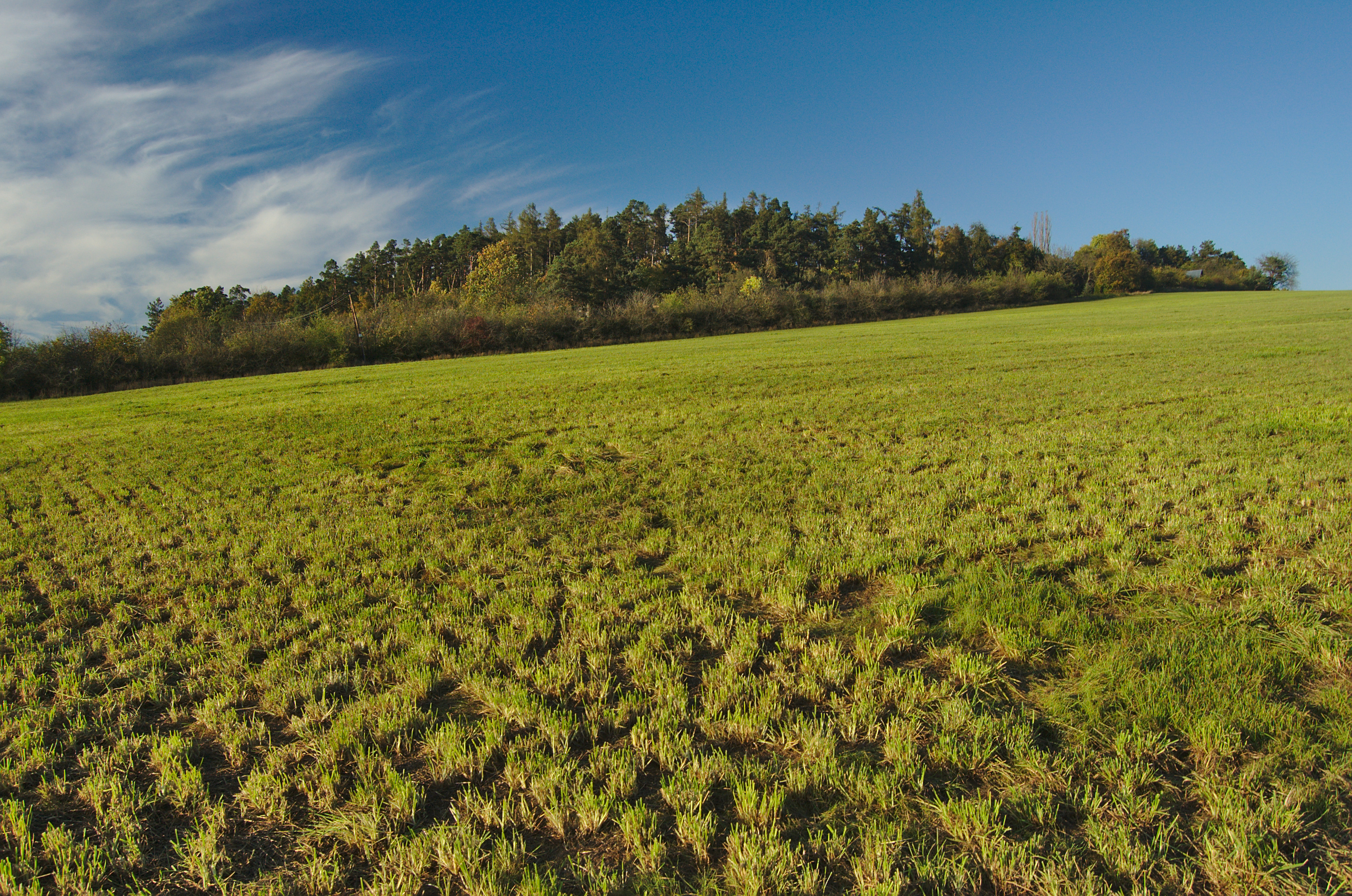
Pohled na vrchol Strážná